# Zielgerät 1229

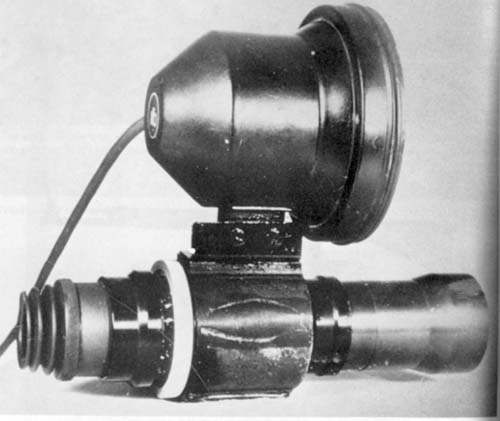
Zielgerät ZG 1229 «Вампір»

ZG 1229 Vampir 1229 (ZG 1229), також відомий під кодовою назвою Vampir, був активним інфрачервоним пристроєм, розробленим для Вермахту для штурмової гвинтівки Sturmgewehr 44 під час Другої світової війни, призначеним переважно для нічного використання.

## Історія
Вже до Другої світової війни були зроблені спроби створити пристрій, здатний бачити в темряві. У 1939 році прототип призначений для протитанкової гармати. Pak 35/36 L/45 був готовий. Восени 1942 р. набір (інфрачервона лампа та приціл — ZG 1221), який використовувався з гарматою PaK 40 L / 46, також був встановлений на винищувачі танків Marder II. У середині 1943 року були зроблені спроби встановити відбивачі та більш точні приціли на танки PzKpfw V «Пантера» (Sperber / FG 1250).
ZG 1229 надійшов на озброєння тільки в лютому 1945 року.
Схожі технології були використані в Транспортері Sd.Kfz.251 / 20 «Uhu» (Infrarotscheinwerfer-Panzerwagen) який ніс великий рефлектор (60 см), що випромінював інфрачервоне світло.

## Дизайн
ZG 1229 Vampir важив 2,25 кілограма, мав зажимне кріплення до Stg44. Гренадер, який ніс його, був відомий як Nachtjäger (нічний мисливець).  Окрім прицілу та інфрачервоного прожектора, для освітлення існував 13,5-кілограмовий дерев'яний акумулятор для світла, а також другий акумулятор, встановлений всередині контейнера протигаза для живлення перетворювача зображення. Все це було прив'язано до Tragegestell 39. Прожектор складався із звичайного вольфрамового джерела світла, що просвічувало крізь фільтр, що пропускав лише інфрачервоне світло. Датчик працював у верхньому інфрачервоному (світловому) спектрі, а не в нижньому інфрачервоному (тепловому) спектрі, а отже не був чутливим до нагрівання тіла.

## Використання
Вампір вперше було застосовано в бою в лютому 1945 року. Однак впровадження інфрачервоного пристрою стрілецької зброї відбулося на початку 1944 р. На завершальних етапах війни вермахту було доставлено 310 одиниць. У розповідях ветеранів східного фронту[джерело?] згадувалося про снайперів, які стріляють вночі за допомогою «своєрідних неблискучих ліхтарів у поєднанні з величезними оптичними прицілами», встановлених на їх гвинтівках. Подібні інфрачервоні пристрої були встановлені як на кулеметах MG-34, так і на MG 42.